# Kauno Kleemola

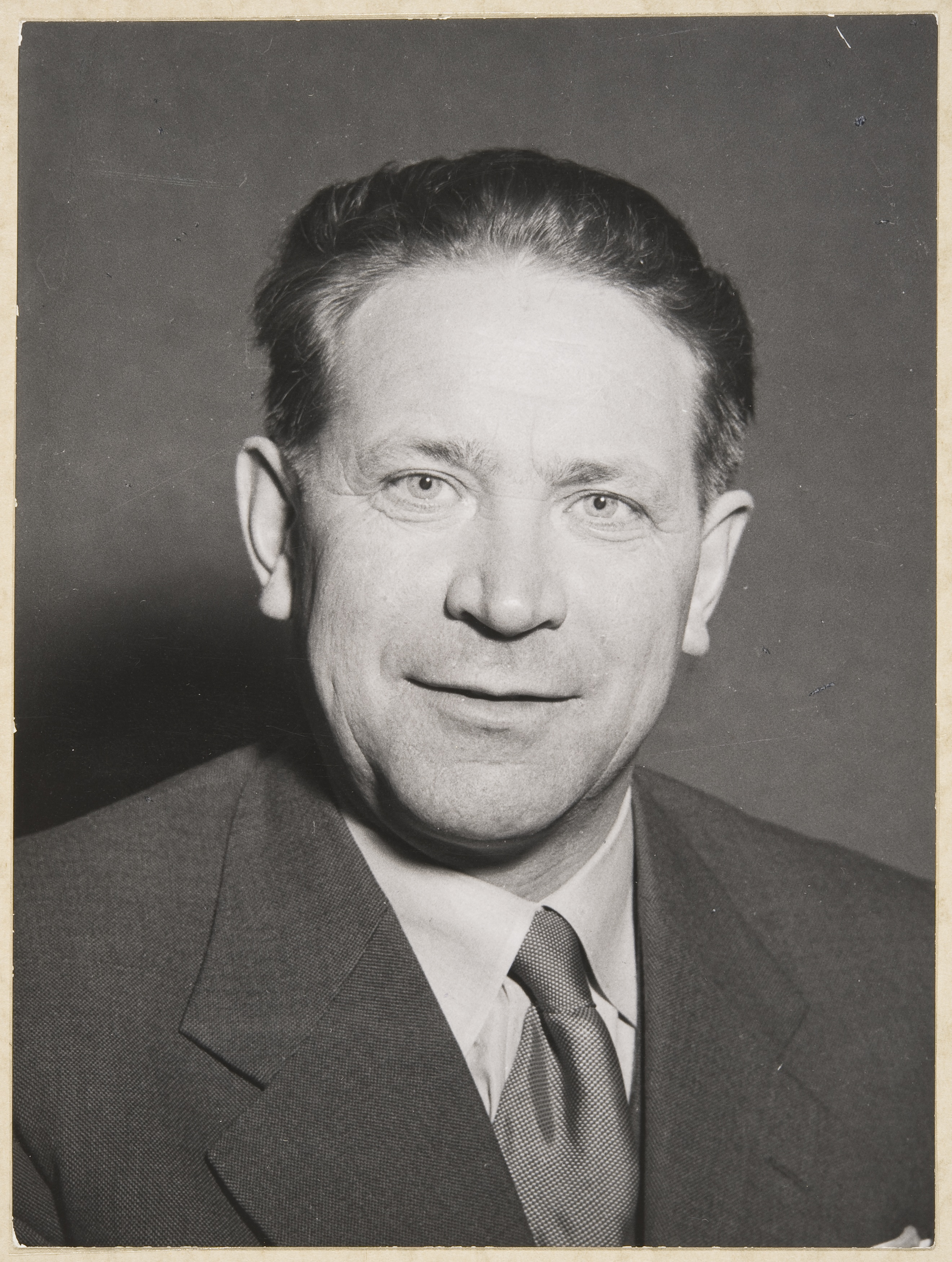
Kauno Kleemola

Kauno Antero Kleemola, ursprungligen Klemola, född 5 juli 1906 i Kelviå, död 12 mars 1965 i Kannus, var en finländsk jordbrukare och politiker (Agrarförbundet). 
Kleemola var riksdagens talman 1962–1965 och minister i flera av Urho Kekkonens regeringar. I december 1958 utsåg president Urho Kekkonen Kleemola att bilda regering, men han misslyckades. Därefter tillsatte Kekkonen Sukselainens första regering.
Kleemola var utbildad agronom. Han tjänstgjorde också som föreståndare för Kannus lantmannaskola. År 1962 tilldelades han hederstiteln lantbruksråd.
Han innehade också flera viktiga förtroendeposter och var bland annat ordförande i Statens idrottsnämnd från 1951, i Oy Alkoholiliike Ab:s förvaltningsråd från 1956 och i Finlands gymnastik- och idrottsförbund från 1954 till 1960.
Kauno Kleemola avled av diabetes i mars 1965.

## Utmärkelser
- Finlands Olympiska förtjänstkors av 1 klass,  1952[4]
- Storkorset av Finlands Vita Ros’ orden,  1962[5]
- Finlands idrottskulturs stora förtjänstkors,  1964[5]
- Kommendörstecknet av Finlands Vita Ros’ orden[6]

[Redigera Wikidata]